# Introduzione al cristianesimo. Lezioni sul simbolo apostolico
Introduzione al cristianesimo è un libro di Joseph Ratzinger pubblicato nel 1968, che affronta un'introduzione alla fede cristiana a partire dal Simbolo apostolico.
Il libro nacque dalle lezioni tenute dal professor Ratzinger nell'Università di Tubinga nel 1967.

## Contenuto

### «Io credo... Amen»
Il libro si apre con una lunga introduzione sul concetto di "fede", svolta in due momenti: il problema del "credere" nel mondo moderno (in relazione alla mentalità tecnico-scientifica prevalente) e il problema della fede in rapporto con la Chiesa.
Secondo Ratzinger, la fede «non è una forma incompleta di conoscenza» in quanto appartiene «all'ambito delle decisioni fondamentali, di cui l'uomo deve inevitabilmente assumersi la responsabilità»:
(pag. 66)
La fede cristiana viene inoltre presentata a partire da una prospettiva personale:
(pag. 72)
Infine, la presentazione della fede come "Parola" e come "Simbolo" porta a comprenderla come «essenzialmente collegata al 'tu' e al 'noi'»:
(pag. 87)

### Dio
Ratzinger passa poi ad analizzare i contenuti del Simbolo apostolico, strutturato in tre parti fondamentali (Dio – Cristo – Spirito e Chiesa).
La trattazione su Dio viene affrontata a partire dal problema di "Dio" nell'esperienza umana. Prosegue quindi con la rivelazione della Bibbia ebraica (in cui Dio è concepito contemporaneamente come «Dio personale» e «Essere assoluto») fino a giungere all'esperienza della Chiesa primitiva (che dovette confrontarsi con il Dio della filosofia greca).
Nel mondo attuale, la fede nel Dio cristiano viene invece collegata a due scelte fondamentali:
1. il «primato del Lògos» («la fede cristiana in Dio comporta innanzitutto la decisione per il primato del lògos sulla pura materia. [...] La fede implica che pensiero e significato non costituiscano solo un prodotto secondario e casuale dell'essere, ma che tutto l'essere sia prodotto del pensiero»
2. il problema del Dio personale («la fede cristiana in Dio è un credere che il pensiero originario, di cui il mondo rappresenta il pensato, non sia una coscienza anonima e neutrale, ma sia libertà, amore creativo, Persona»). Da qui l'idea che «la suprema legge del mondo non è la necessità cosmica, ma la libertà».

La concezione di Dio come Persona (che porta con sé «il primato del particolare sull'universale») apre quindi la trattazione del problema della Trinità, di cui si presenta uno sforzo di comprensione secondo tre "tesi" (il "paradosso" trinitario «riguarda significato originario di unità e molteplicità», «è in funzione del concetto di persona e va inteso come un'implicanza interna di tale concetto», «fa riferimento al problema di assoluto e relativo, ed evidenzia l'assolutezza del relazionale»).
La professione di fede nella Trinità, secondo Ratzinger, apre quindi a una visione cristiana della realtà e dell'essere:
(pag. 172)

### Gesù Cristo
La trattazione sulla professione di fede in Gesù parte dal problema del rapporto tra Gesù storico e Gesù della fede. Rispetto all'approccio della teologia moderna (che deve "scegliere" tra «Gesù o Cristo») Ratzinger argomenta la tesi che «Gesù sussiste soltanto come il Cristo e il Cristo non altrimenti che in Gesù», a partire dalla comprensione e dall'approfondimento dei contenuti della fede primitiva (in particolare, nella teologia giovannea) e del processo che portò alla nascita del dogma cristologico.
Vengono quindi analizzate le vie della cristologia, che nascono dalla professione di fede in Gesù Cristo, e definiscono alcuni contenuti fondamentali della fede cristiana: il problema dell'incarnazione, il problema della redenzione (soteriologia) e il problema dell'escatologia (Cristo come «ultimo uomo» il nuovo adamo).
Segue un consistente excursus in cui, a partire dalla professione di fede nella Trinità e in Gesù come Cristo, Ratzinger delinea alcune «strutture fondamentali dell'essere cristiano» e tenta di offrire una sintesi dell'«essenza del cristianesimo»:
(pag. 260)
Infine, viene affrontato lo sviluppo della fede in Cristo presente nel Simbolo:
- il concepimento "per opera dello Spirito Santo" («il concepimento di Gesù [da Maria Vergine per opera dello Spirito Santo] non significa che nasce un nuovo Dio-Figlio, ma che Dio, in quanto Figlio nell'uomo-Gesù, attrae a sé la creatura uomo tanto da essere lui uomo [...] Dio ha posto dentro la sterile e disperata umanità un nuovo inizio, che non è un risultato della sua storia, bensì un dono dall'alto»)
- la passione («Nel Nuovo Testamento, la croce appare primariamente come un movimento dall'alto in basso. Essa non è la prestazione propiziatrice che l'umanità offre al Dio sdegnato, bensì l'espressione di quel folle amore di Dio, che si abbandona senza riserve all'umiliazione per redimere l'uomo; è il suo modo di avvicinarsi a noi, non viceversa») da cui scaturisce il culto cristiano e il senso del sacrificio («Il sacrificio non consiste in un dare a Dio ciò che egli non avrebbe senza di noi, bensì nel diventare completamente accoglienti e nel lasciarci totalmente prendere da lui. Lasciare che Dio agisca in noi: ecco il sacrificio cristiano»)
- la discesa agli inferi
- la resurrezione
- l'ascensione
- il Giudizio finale

### Lo Spirito e la Chiesa
Degli ultimi articoli del Simbolo (riguardanti lo Spirito Santo e la Chiesa) viene innanzitutto sottolineata l'unità intrinseca, in quanto trattano del «prolungamento della storia di Cristo nel dono dello Spirito».
Vengono quindi affrontati in particolare due problemi: quello della Chiesa (definita "santa" e "cattolica") e quello della «resurrezione della carne».

## Edizioni
- (IT) Joseph Ratzinger, Introduzione al cristianesimo. Lezioni sul simbolo apostolico, Queriniana, 2005, pp. 368, ISBN 9788839928511
- (DE) Joseph Ratzinger, Einführung in das Christentum: (Vorlesungen über das apostolische Glaubensbekenntnis), München 1968, ISBN 3828949320